# Pavel Savkov
Pavel Alekseïevitch Savkov (en russe : Павел Алексеевич Савков), né le 13 avril 2002 à Moscou, est un joueur professionnel russe de basket-ball évoluant au poste d'arrière.

## Biographie

### En club
Pavel Savkov quitte la Russie en 2018 à l'âge de 16 ans pour rejoindre l'Espagne et l'équipe junior du Saski Baskonia.
En 2020, il rejoint sous la forme d'un prêt le club de Juaristi ISB troisième division espagnole, puis en deuxième division lors de la saison 2021-2022. Il passe la saison 2022-2023, toujours en Espagne et en prêt, mais en Liga Endesa avec Baloncesto Fuenlabrada.
En octobre 2023, il prolonge son contrat avec le Saski Baskonia jusqu'en 2028.
En janvier 2023, il retourne dans son club formateur du Saski Baskonia avant la fin de la saison où il évolue avec l'équipe réserve. Il fait ses grands débuts avec l'équipe première le 5 mars 2023 face au CB Grenade en disputant 2 minutes. Au final, il dispute seulement 2 matchs avec l'équipe professionnelle du Saski Baskonia.
Il s'inscrit à la draft 2022 de la NBA mais il n'est pas sélectionné.
Le 28 octobre 2023, il est sélectionné en 6e position lors de la draft 2023 de G-League (en) par les Squadron de Birmingham. Début novembre 2023, il est annoncé dans l'effectif du Squadron pour la saison 2023-2024 de G-League.
En février 2024, il quitte la G-League et rejoint en prêt la deuxième division espagnole et le club de San Sebastián Gipuzkoa Basket Club pour terminer la saison.
Il revient au Saski Baskonia pour disputer la saison 2024-2025.

### En équipe nationale
Pavel Savkov a remporté le Championnat d'Europe des moins de 16 ans Division B à Sarajevo en 2018 avec l'équipe de Russie des moins de 16 ans.

## Palmarès et distinctions

### Palmarès
- Vainqueur du Championnat d'Europe des moins de 16 ans Division B (2018)

### Distinctions personnelles
Néant.